# Elizabeth Parrish
Pour les articles homonymes, voir Parrish.
Elizabeth Parrish ou Betsy Parrish (née le 10 février 1925 et morte le 16 décembre 2022) est une actrice américaine de théâtre, de feuilleton télévisé et de cinéma. Elle est aussi professeure de théâtre.

## Carrière
Parrish a été élève du Stella Adler Studio of Acting dont elle est devenue par la suite professeure principale.  En 2004, elle créé un one-woman show à New York : Moments of Being, with Betsy. Lors du premier Harold Clurman Festival of the Arts 2006, elle donne une autre représentation de son spectacle. 

### Broadway
- La Cage aux Folles, en tant que Jacqueline[5]
- Deathtrap en tant que Helga ten Dorp ; en remplacement de Marian Winters[6]
- Keep It In the Family, dans les rôles de Betsy Jane et Daisy Brady[7]
- Pickwick, comme Mme Leo Hunter et doublure pour le rôle de Rachel

### Films
- See You in the Morning (1989) en tant que patiente de thérapie de groupe.
- Orphelins (1987) en tant que femme riche.

### Séries télévisées
- Law & Order (1994), en tant que juge Sally Norton
- Kate et Allie (1989) dans le rôle d'Evelyn
- The Edge of Night en tant que Zelda Moffett  (1981) et comme Buffy Revere (1982)